# Tiziano Siviero
Tiziano Siviero (28 oktober 1957) is een Italiaans voormalig rallynavigator.

## Carrière
Tiziano Siviero debuteerde in 1979 als navigator in de rallysport, naast rijder Miki Biasion. Samen wonnen ze in 1983 de Italiaanse en Europese rallytitel. Vervolgens profileerde het duo zich ook in het Wereldkampioenschap rally. Vanaf 1986 werden ze onderdeel van het Lancia fabrieksteam, en wonnen dat jaar met de Lancia Delta S4 hun eerste WK-rally in Argentinië. Na in 1987 te zijn geëindigd als runner-up in het kampioenschap, greep het duo in de daaropvolgende seizoenen 1988 en 1989 naar de wereldtitel met de Groep A Lancia Delta Integrale. In totaal won Siviero met Biasion in deze periode vijftien WK-rally's (hij moest één overwinning uitzitten in Portugal 1988). Beide waren tot 1991 bij Lancia actief, voordat ze voor het seizoen 1992 de overstap maakten naar Ford. In 1993 grepen ze met de Ford Escort RS Cosworth naar hun laatste WK-rally overwinning tijdens de Griekse Acropolis Rally. 
Biasion en Siviero beëindigde hun actieve carrières in het WK rally na 1994. Siviero keerde een decennium later terug als navigator van Biasion tijdens de Dakar Rally, waarin ze onder meer actief waren voor het fabrieksteam van Mitsubishi.